# Maurice Dugowson
Pour les articles homonymes, voir Dugowson.
Maurice Dugowson, né le 23 septembre 1938 à Saint-Quentin dans l'Aisne et mort le 11 novembre 1999 à Paris 14e, est un réalisateur, scénariste et dialoguiste français.

## Biographie
Il naît à Saint-Quentin où il fait ensuite ses études au lycée Henri-Martin.
Pour la télévision, il a travaillé aussi bien à la réalisation d'émissions en direct, comme Droit de réponse animée au début des années 1980 par Michel Polac ou l'émission de Philippe Alfonsi Taxi sur FR3 présentée par Catherine Belkhodja (qui a remporté le sept d'or du meilleur magazine d'actualité en 1987) qu'à la réalisation de documentaires ou de téléfilms et séries. Il vient du documentaire et de la TV et pour ses premières réalisations en tant que cinéaste, il offre à Patrick Dewaere deux rôles de premier plan. Il a reçu en 1996 le sept d'or du meilleur documentaire pour son film Histoires secrètes de la télévision.
Il est le père de Florence Dugowson, photographe de plateau et directrice de casting. Il est également le frère du scénariste Jacques Dugowson.
Il est inhumé au cimetière parisien de Bagneux (division 65).

## Filmographie sélective

### Réalisateur
- 1969 : Les Vésicules de la fortune, court-métrage avec Brigitte Fontaine, Sotha et Romain Bouteille
- 1975 : Lily aime-moi, avec Patrick Dewaere, Rufus, Folon dont il est également dialoguiste et scénariste.
- 1976 : F… comme Fairbanks, avec Patrick Dewaere et Miou-Miou, dont il est également scénariste.
- 1979 : Au revoir... à lundi, avec Miou-Miou et Claude Brasseur, dont il est également scénariste.
- 1983 : Sarah, avec Jacques Dutronc et Lea Massari, dont il est également scénariste.
- 1986 : Série noire  - 2 épisodes :
- Adieu la vie avec Jean-Claude Dauphin
- Chantons en chœur avec Pascale Rocard et Jean-Pierre Bisson
- 1995 : La Poudre aux yeux, avec Robin Renucci et Pierre-Loup Rajot, dont il est également scénariste.
- 1997 : El Che, Ernesto Guevara, enquête sur un homme de légende.

### Assistant-réalisateur
- 1961 : Les Cinq Dernières Minutes de Claude Loursais, épisode : Cherchez la femme
- 1962 : La Lettre dans un taxi de François Chatel
- 1963 : L'Eau qui dort (Les Cinq Dernières Minutes no 28) de Claude Loursais
- 1964 : Les Cinq Dernières Minutes : Fenêtre sur jardin de Claude Loursais
- 1964 : Les Cinq Dernières Minutes : 45 tours… et puis s'en vont de Bernard Hecht
- 1964 : Les Cinq Dernières Minutes de Claude Loursais, épisode : Quand le vin est tiré
- 1964 : Les Cinq Dernières Minutes, épisode  Sans fleurs, ni couronnes de Claude Loursais
- 1965 : Les Cinq Dernières Minutes, épisode  Bonheur à tout prix  de Claude Loursais
- 1965 : Les Cinq Dernières Minutes, épisode  Des fleurs pour l'inspecteur  de Claude Loursais
- 1965 : Les Cinq Dernières Minutes, épisode Napoléon est mort à Saint-Mandé de Claude Loursais